# 杜繼宗
杜继宗（?—?），明朝北直隶顺天府大兴县人，明穆宗生母孝恪皇后杜氏的弟弟。
杜继宗的姐姐嘉靖十年（1531年）封康嫔，嘉靖十五年（1536年）进封妃，嘉靖三十三年（1554年）正月薨。生子裕王朱载坖，嘉靖四十五年（1566年），朱载坖即位为明穆宗，追尊母亲为孝恪皇太后。隆庆元年二月庚寅（1567年3月14日）明穆宗封舅舅杜继宗为庆都伯。

## 父
杜林，在外孙登基之前已经去世，追封为庆都伯，杜继宗嗣爵